# Cadours
Cadours è un comune francese di 1 067 abitanti situato nel dipartimento dell'Alta Garonna, nella regione dell'Occitania.

## Società

### Evoluzione demografica
Abitanti censiti

## Monumenti

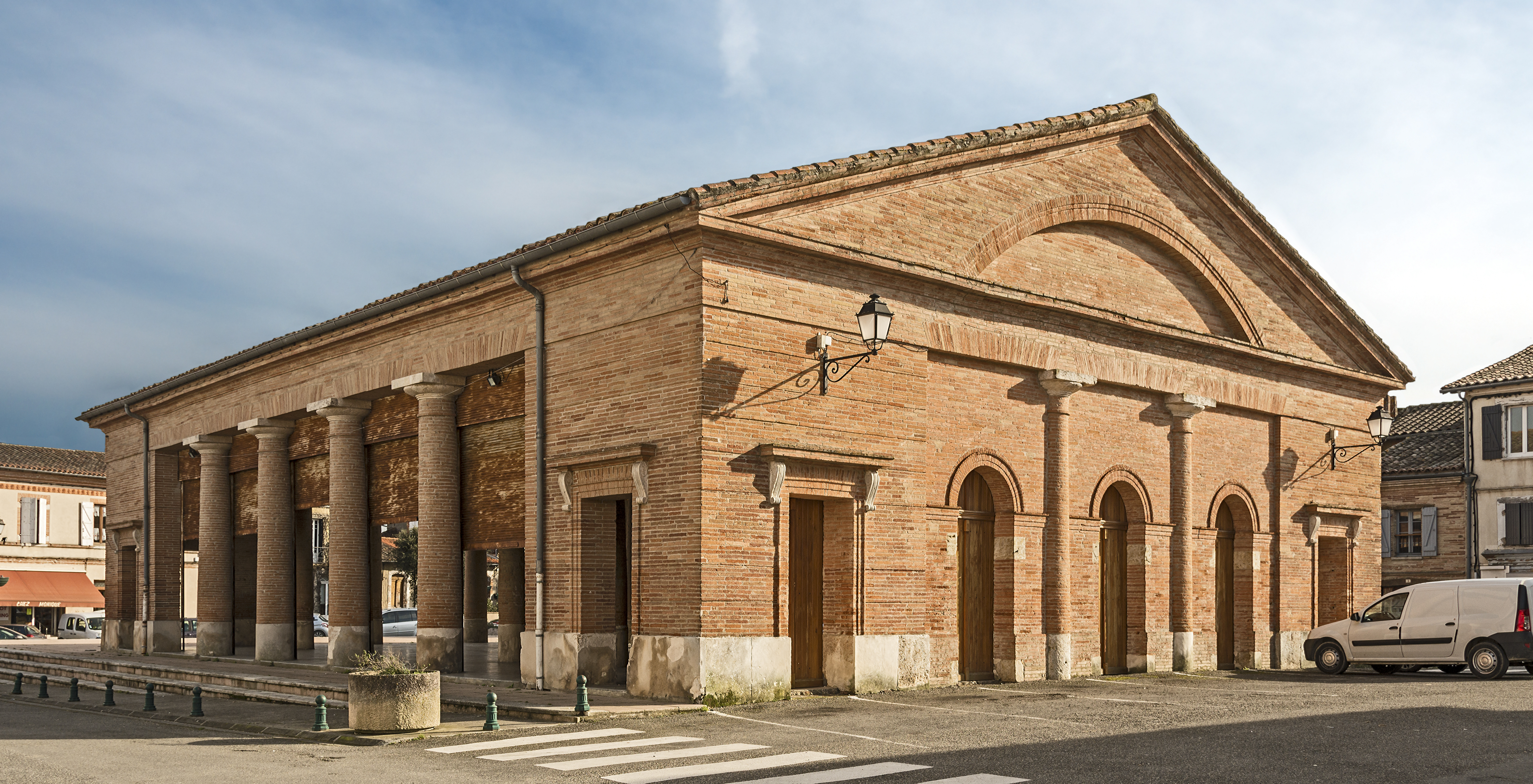
Mercato coperto.
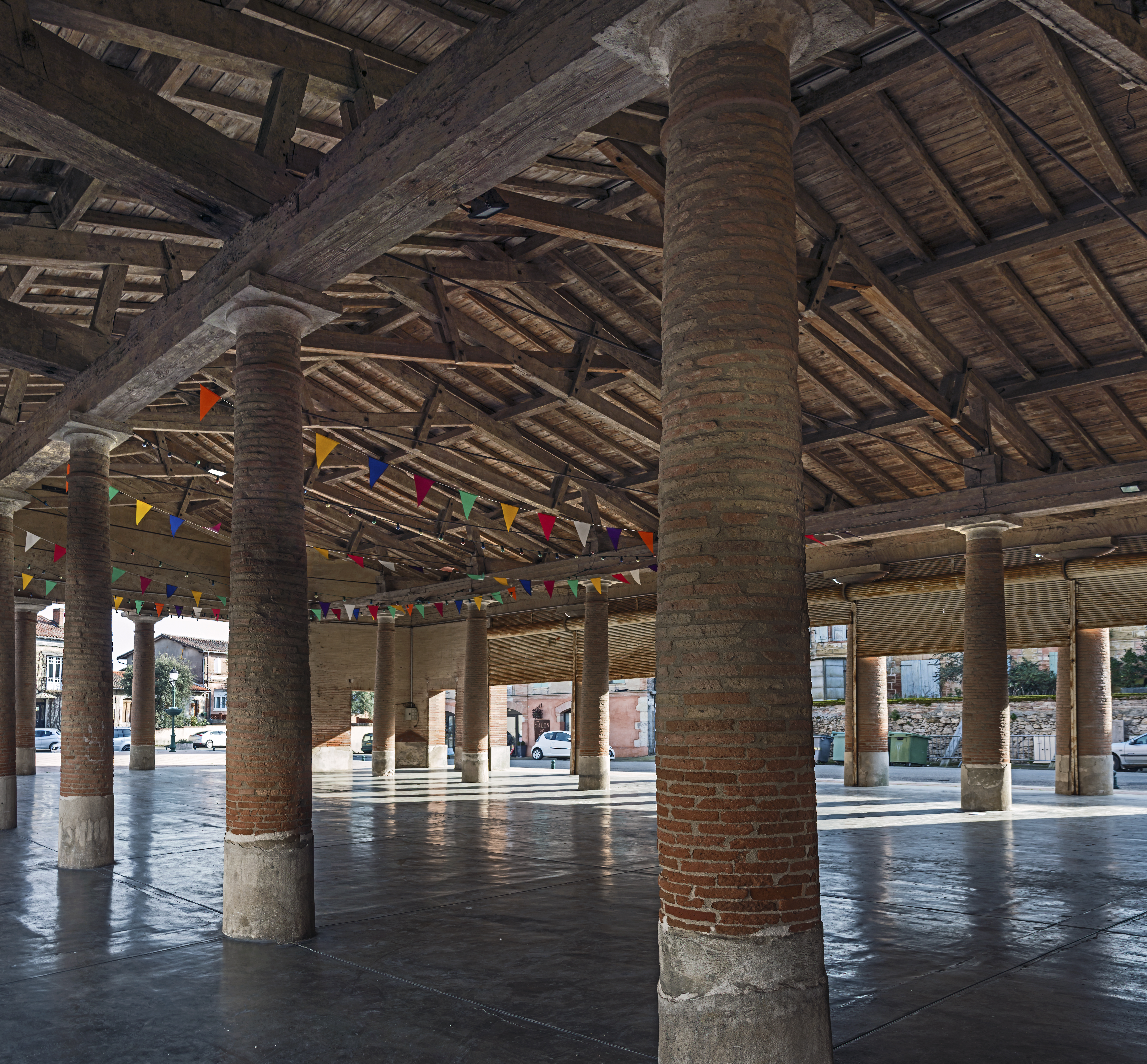
All'interno del mercato coperto.
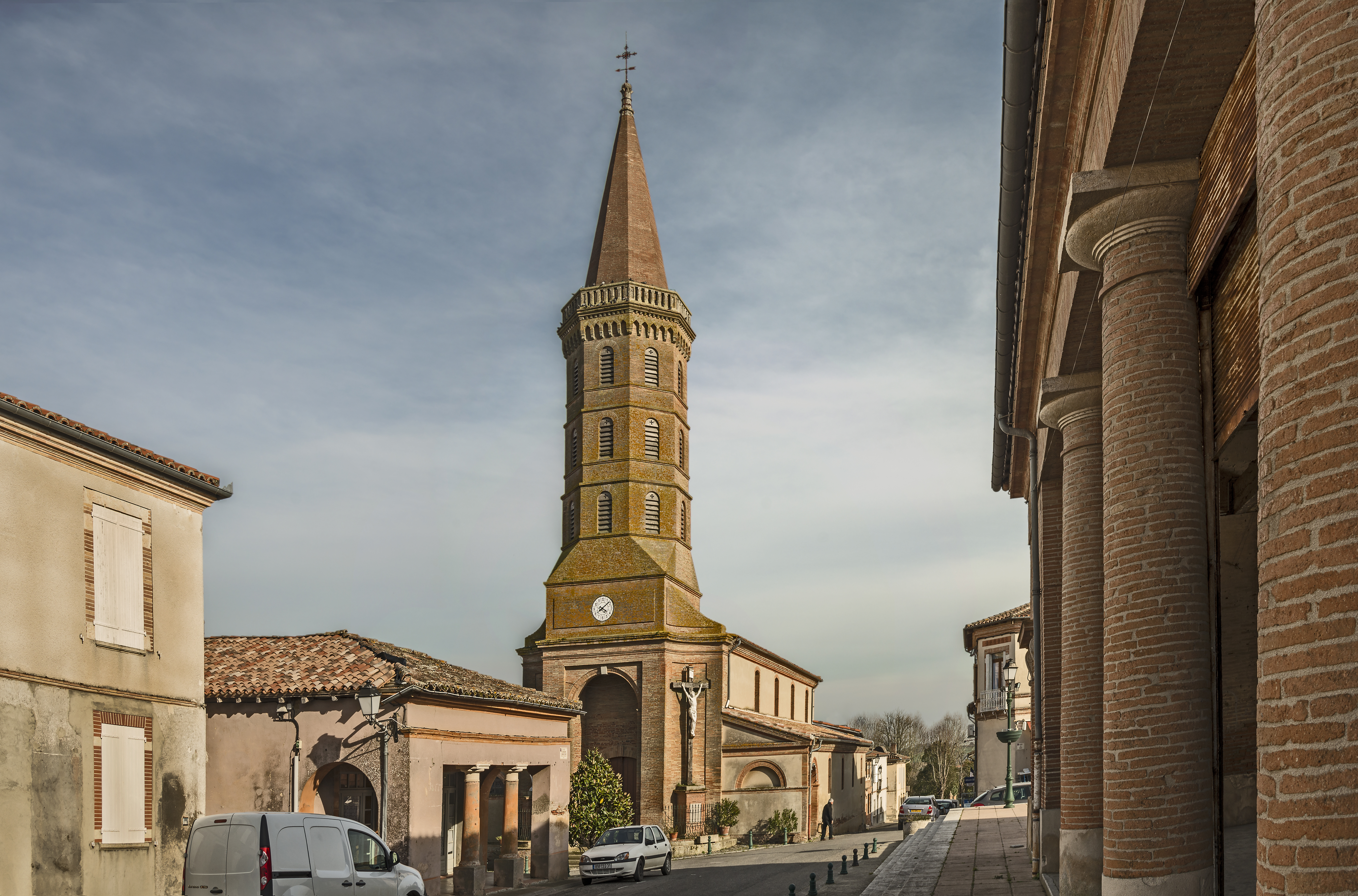
La Chiesa.
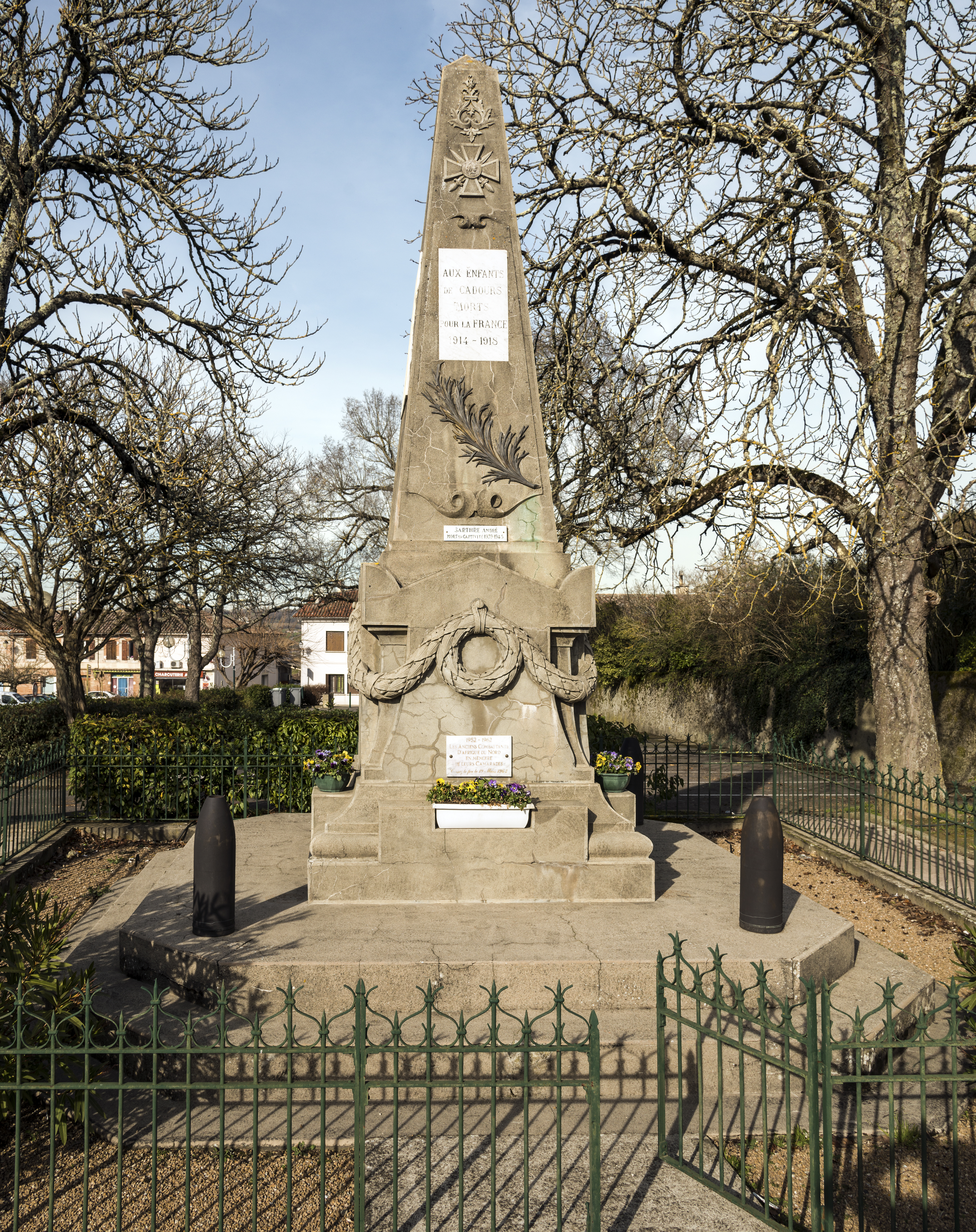
Il Monumento ai Caduti.